# Rockstar Vancouver
Rockstar Vancouver (precedentemente nota come Barking Dog Studios) è stata un'azienda canadese produttrice di videogiochi con sede a Vancouver in Canada, chiusa nel 2012. 
L'azienda è nota per aver sviluppato Canis Canem Edit (conosciuto in Nord America come Bully)  e Max Payne 3.
Prima della sua chiusura, Rockstar Vancouver aveva 75 dipendenti ed era una sussidiaria della Rockstar Games.

## Storia
Rockstar Vancouver nacque come Barking Dog Studios, quando nel maggio 1998 alcuni dipendenti della Radical Entertainment decisero di mettersi in proprio. Barking Dog sviluppo per Sierra Studios Homeworld: Cataclysm, il seguito di Homeworld videogioco sviluppato dalla Relic Entertainment.
Barking Dog collaborò con la Valve Software per lo sviluppo del videogioco Counter-Strike svolgendo un ruolo di supporto della Valve Software.
La società produsse Global Operation e Transworld Skateboarding, sviluppò anche Il pianeta del tesoro: Battaglia su Procyon, videogioco basato sull'omonimo film d'animazione. Nell'agosto del 2002 venne acquisita dalla Rockstar Games e cambiò nome in Rockstar Vancouver.
Il 9 luglio 2012, Rockstar Games annunciò la chiusura di Rockstar Vancouver, integrandone i 75 dipendenti in Rockstar Toronto.
Alcuni impiegati dell'azienda la abbandonarono per fondare altre società software come la Kerberos Productions o la Ironclad Games.

## Videogiochi sviluppati
Come Barking Dog Studios
- Counter-Strike - Beta 5 (1999)
- Homeworld: Cataclysm	(2000)
- Global Operations (2002)
- Transworld Skateboarding (2002)
- Il pianeta del tesoro: Battaglia su Procyon (2002)

Come Rockstar Vancouver
- Canis Canem Edit/Bully (2006)
- Max Payne 3 (2012)
- Spec Ops (cancellato) (2003-2004)